# Сендзішова (Нижньосілезьке воєводство)
Сендзішова (пол. Sędziszowa, нім. Röversdorf) — село в Польщі, у гміні Свежава Злоторийського повіту Нижньосілезького воєводства.
Населення — 502 особи (2011).
У 1975-1998 роках село належало до Єленьоґурського воєводства.

## Демографія
Демографічна структура станом на 31 березня 2011 року:
|          | Загалом | Допрацездатний вік | Працездатний вік | Постпрацездатний вік |
| -------- | ------- | ------------------ | ---------------- | -------------------- |
| Чоловіки | 246     | 52                 | 177              | 17                   |
| Жінки    | 256     | 45                 | 156              | 55                   |
| Разом    | 502     | 97                 | 333              | 72                   |

## Галерея

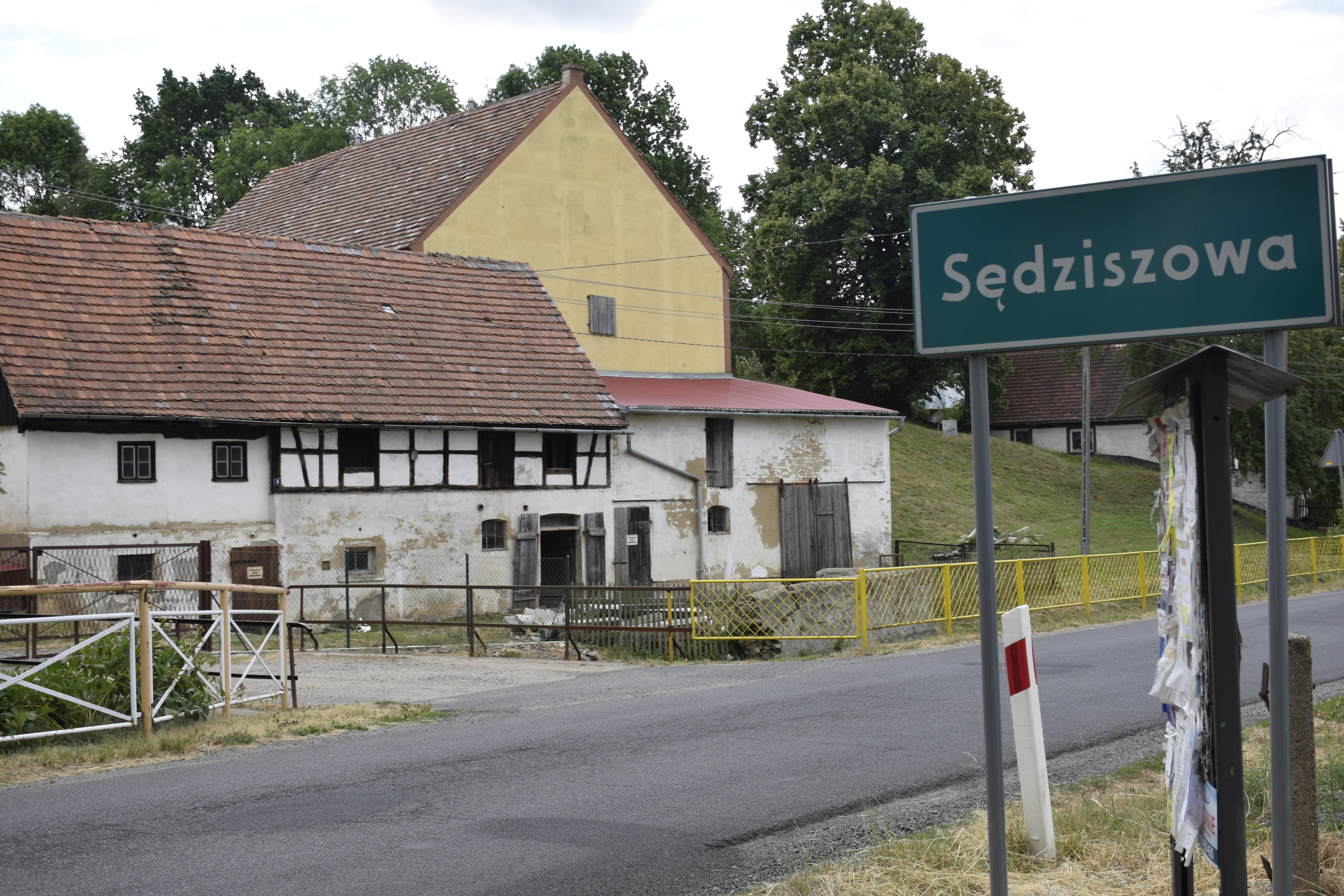
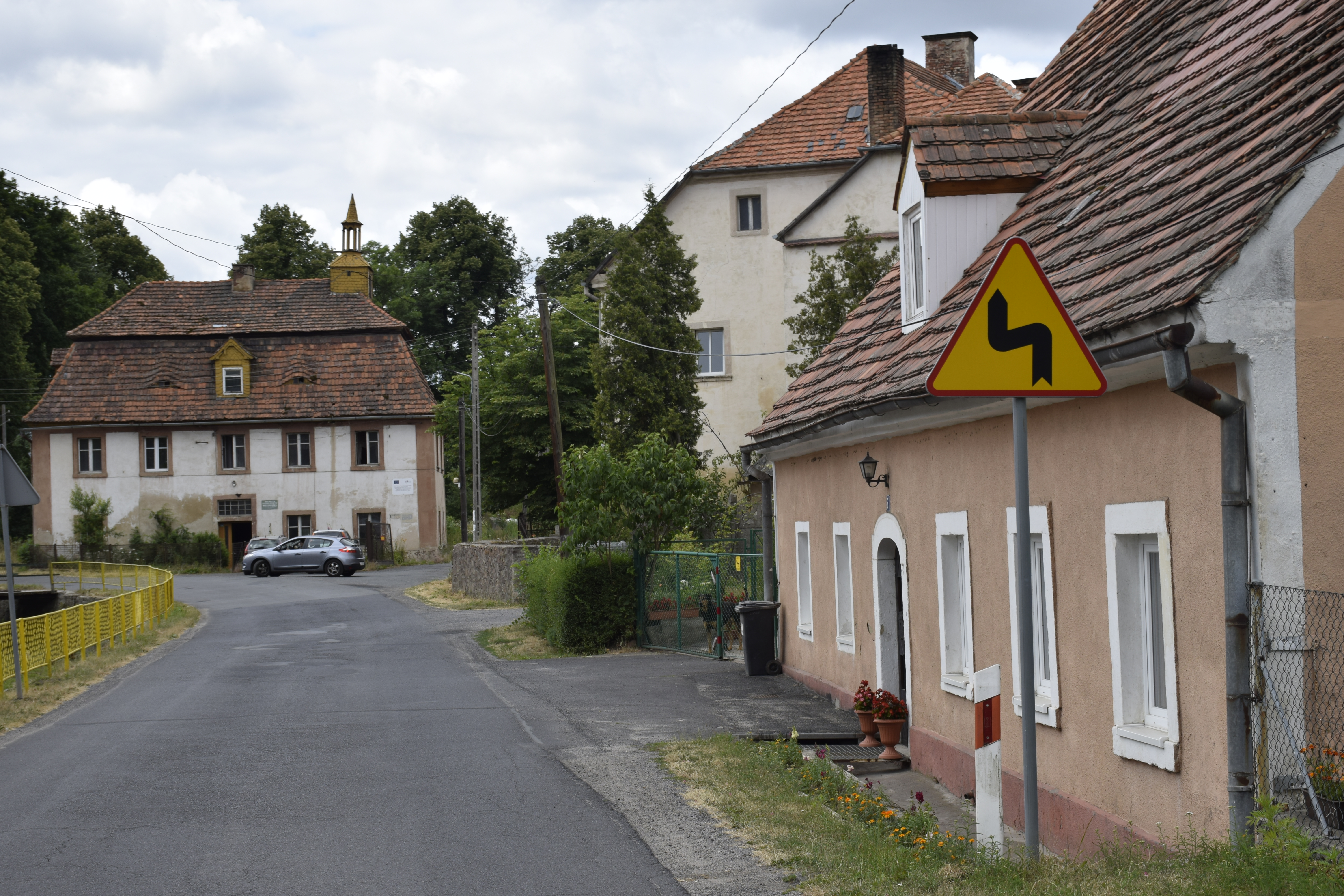
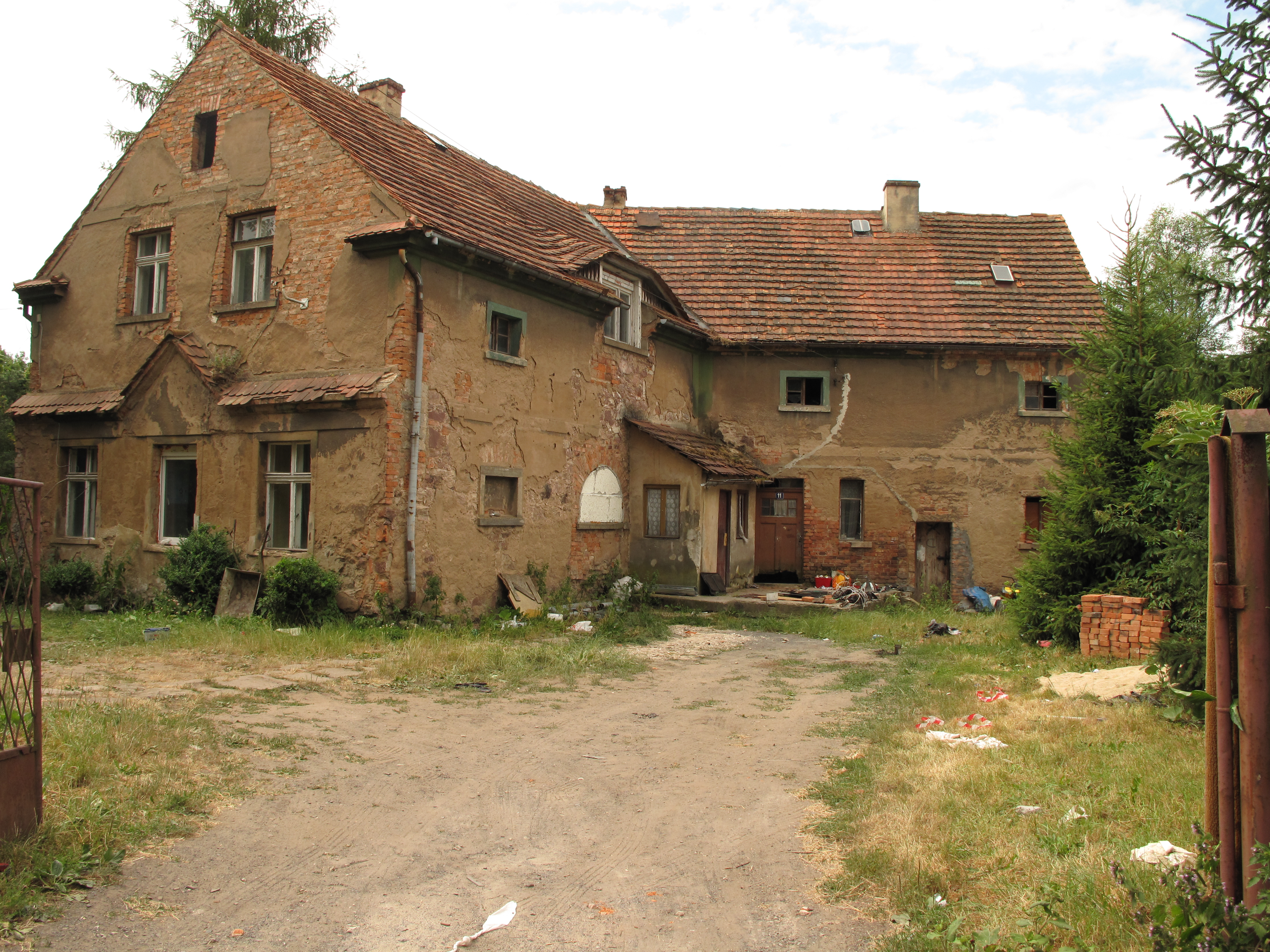
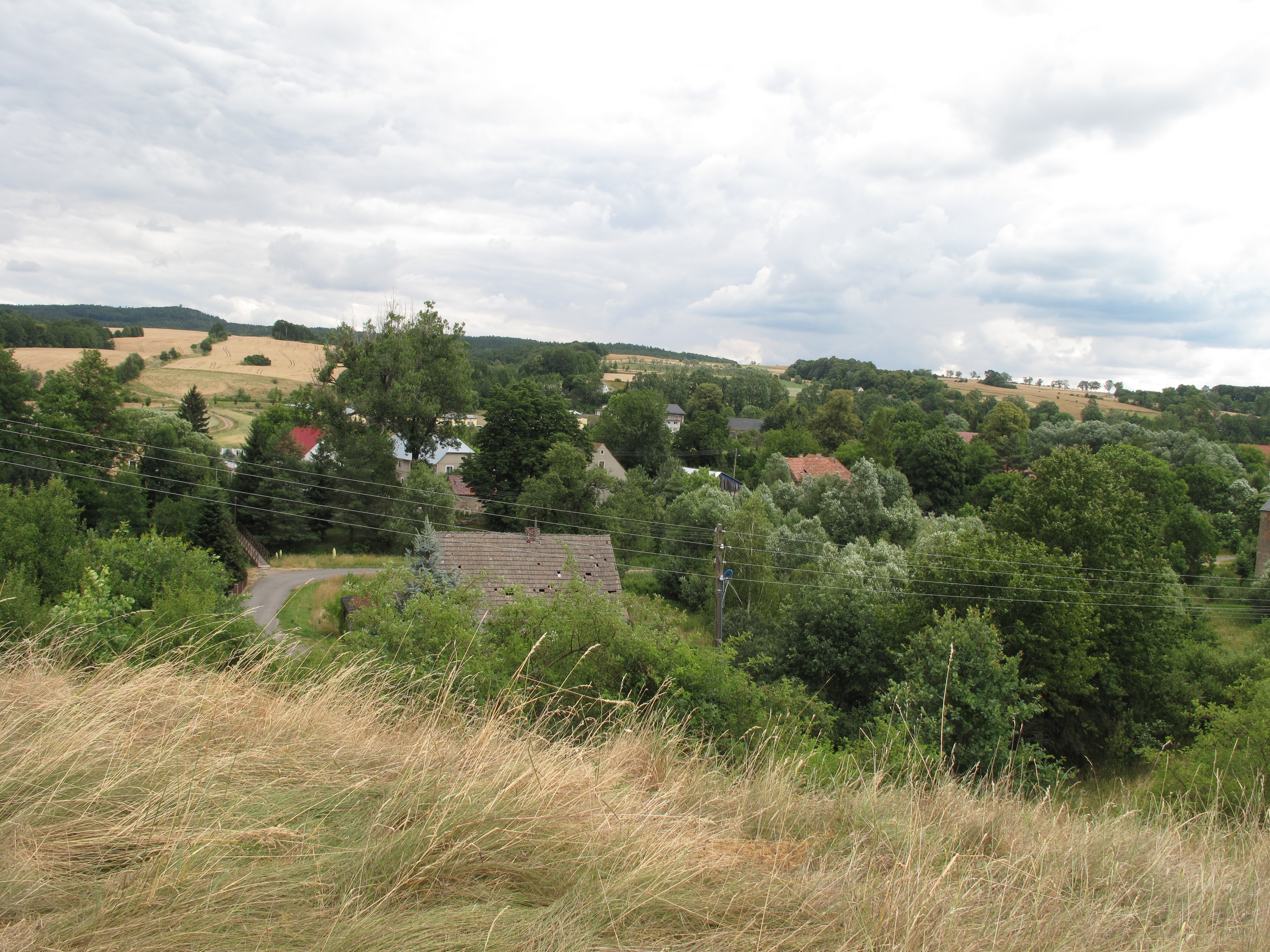